# Keiko Nagaoka
Pour les articles homonymes, voir Nagaoka (homonymie).
Keiko Nagaoka (永岡 桂子, Nagaoka Keiko), née le 8 décembre 1953, est une femme politique japonaise, représentant la préfecture d'Ibaraki à la Chambre des représentants du Japon pour le Parti libéral-démocrate japonais.
Elle est nommée plusieurs fois au gouvernement, en 2005 au poste de secrétaire parlementaire chargée de l'Agriculture, des Forêts et de la Pêche au sein du gouvernement Abe I, en 2014 au poste de vice-ministre de la Santé au sein du gouvernement Abe II, en 2018 au poste de vice-ministre de l'Éducation, de la Culture, des Sports, des Sciences et de la Technologie au sein du gouvernement Abe IV, puis en 2022 au poste de Ministre de l'Éducation, de la Culture, des Sports, des Sciences et de la Technologie après un remaniement du gouvernement Kishida II. 

## Carrière électorale
Keiko Nagaoka se présente en lors des élections législatives de 2005 dans la septième circonscription d'Ibaraki avec le soutien du parti libéral démocrate. Il s'agit de la circonscription de son défunt mari, et Nagaoka est ainsi candidate à sa succession. Bien qu'elle perde cette élection contre le député indépendant Kishirō Nakamura (ja), elle obtient tout de même un titre grâce à la représentation proportionnelle.

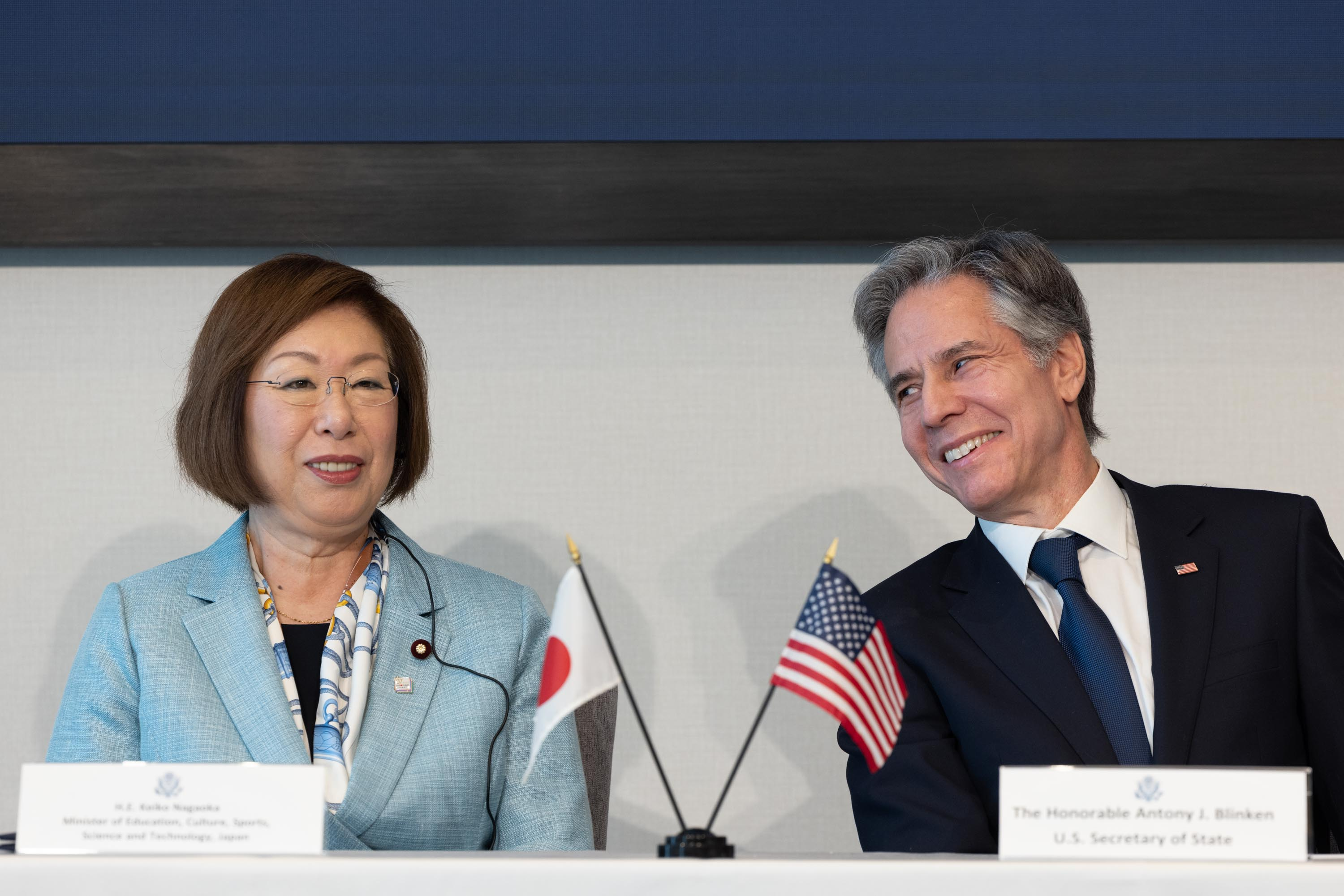
Nagaoka et Antony Blinken en 2023.

Elle se représente en 2009 aux élections législatives, et est de nouveau battue. Elle conserve néanmoins son siège de répartition proportionnelle. Elle fait partie des 10 enfants de Koizumi, un terme utilisé pour désigner les 83 membres du parti libéral-démocrate de la chambre des représentants élus pour la première fois aux élections législatives japonaises de 2005, à conserver son siège, à l'issue des élections de 2009.
Similairement, elle est candidate dans la 7e circonscription d'Ibaraki en 2012, en 2014 puis en 2017, pour être systématiquement battue par Nakamura. Elle conserve son siège de répartition proportionnelle à chaque législature.
En 2016, elle est nommée à la tête de la Commission de l'Éducation à la Diète.
Lors des élections de 2021, elle se représente pour la 6e fois dans la septième circonscription d'Ibaraki, toujours contre Kishirō Nakamura (ja), et remporte pour la première fois l'élection, mettant ainsi un terme à 14 ans de députation de ce dernier, qui conserve néanmoins un siège à la Diète par représentation proportionnelle,.
Le 10 août 2022, elle est nommée ministre de l'Éducation, de la Culture, des Sports, des Sciences et de la Technologie lors d'un remaniement du Gouvernement Kishida II. Elle est candidate à sa succession lors des élections législatives japonaises de 2024, cette fois opposée au fils de son rival, Hayato Nakamura (ja). Elle perd ce scrutin, mais conserve un siège à la Diète grâce à la représentation proportionnelle,.

## Prises de position
Nagaoka est impliquée dans la lutte contre les discriminations faites aux femmes, notamment à l'embauche. Elle se déclare également ouvertement pour l'ouverture du mariage aux personnes de même sexe au Japon, ainsi que pour l'instauration de quotas afin de favoriser l'embauche de femmes,. Elle se prononce également en faveur d'un âge maximal pour les députés, afin de favoriser le renouvellement.
Elle se prononce également en faveur d'une modification de la constitution japonaise, permettant une augmentation des forces de défense japonaises.

## Vie privée
Keiko Nagaoka est mariée à Yōji Nagaoka (ja), député de la septième circonscription d'Ibaraki lors des 42e et 43e législatures de la Diète. Son mari se suicide en 2005, à la suite du stress engendré par ses différentes fonctions de députés. C'est elle qui découvre le corps de son mari, pendu dans la demeure familiale.